# 明海グループ
明海グループ株式会社（めいかいグループ、英: Meiji Shipping Group Co.,Ltd.）は、兵庫県神戸市中央区に本社を置く海運会社である。2023年9月までの商号は明治海運株式会社（めいじかいうん、英: MEIJI SHIPPING CO., LTD.）。なお、本社機能は事実上、東京本部に移管されている。本業の海運以外に不動産事業、1992年からはホテル事業も手掛ける。

## 事業内容
- 海運業
  - 外航船舶を所有し、大型原油タンカー・石油製品船タンカー・自動車専用船・チップ専用船・撒積船を日本国内外の海運会社と中・長期傭船契約を締結のうえ運航している。
- その他事業
  - 大正時代から神戸で貸ビル業を併営している（明治土地建物・明海ビル）。グループ会社でホテル業（ラグナガーデンホテル、ニセコノーザンリゾート・アンヌプリ、サフィールホテル稚内、シーサイドホテル舞子ビラ神戸、ザ・ウィンザーホテル洞爺リゾート&スパ）のほか、神戸で中国料理のレストランを経営する。

## 事業所
- 本社
  - 兵庫県神戸市中央区明石町32
- 東京本部
  - 東京都目黒区上目黒1-18-11

## 沿革
- 1911年（明治41年）5月 - 外航海運業として設立。
- 1943年（昭和18年） - 五州汽船株式会社を合併。
- 1944年（昭和19年）3月 - 大正海運株式会社を吸収合併。
- 1949年（昭和24年）
  - 3月 - 杤木土地建物株式会社（昭和31年明治土地建物と商号変更）を設立。
  - 5月 - 東京証券取引所、大阪証券取引所、神戸証券取引所に株式を上場。
- 1963年（昭和38年）7月 - 海運業の再建整備に関する臨時措置法と外航船舶建造融資利子補給および損失補償法の施行により、大阪商船三井船舶株式会社（現:商船三井）グループ参加。
- 1964年（昭和39年）4月 - 明海興産株式会社が発足。
- 1977年（昭和52年）4月 - 東京本部を新設し、本社機構を移す。
- 1984年（昭和59年）1月 - 東明汽船株式会社を設立。
- 1992年（平成4年）7月 - グループ会社によりラグナガーデンホテルオープン。ホテル事業に進出。
- 1998年（平成10年）1月 - 1995年に阪神淡路大震災により被災した明海ビルを再建。
- 2007年（平成19年）3月 - 日本航空グループよりホテル日航アンヌプリ[5]を譲受する。
- 2010年（平成22年）1月 - 北海道稚内市にある稚内シーポートプラザより、稚内全日空ホテル（現・サフィールホテル稚内）を譲受する。
- 2013年（平成25年）4月 - 神戸市よりシーサイドホテル舞子ビラ神戸の建物を購入。グループ会社が営業を継承する。
- 2014年（平成26年）7月 - セコムより、ザ・ウィンザーホテル洞爺リゾート&スパの土地・建物及び運営会社（新設）の株式を譲受する。
- 2022年（令和4年）4月 - 東京証券取引所の市場区分の見直しにより、市場第一部からスタンダード市場へ移行。
- 2023年（令和5年）10月 - 明治海運株式会社を明海グループ株式会社に商号変更。連結子会社の東明汽船株式会社を株式会社明治海運に商号変更。